# Pallyó András
Pallyó András (Varannó, 1806. november 17. – Rózsahegy, 1857. november 14.) bölcseleti doktor, piarista áldozópap és tanár.

## Élete
1824. október 5-én lépett a rendbe Kecskeméten; pappá szentelték 1832. augusztus 21-én Nyitrán. 1825-26-ben Kecskeméten novícius volt, 1827-ben ugyanott a II. grammatikai osztály tanára, 1828-ban Korponán ugyanaz, 1829-30-ban Vácott bölcseletet tanult és elnyerte a doktorátust, 1831-32-ben Nyitrán és Szentgyörgyön teologiát tanult, 1833-tól 1836-ig Kolozsvárt a grammatikai osztályok tanára, 1837-ben Debrecenben az I. humaniorák tanára volt, 1838-tól 1841-ig Sátoraljaújhelyt úgyszintén.
1842-1843-ban betegeskedett, 1844-ben Szegeden a logika, metafizika és etika tanára, 1845-től 1848-ig ugyanott az elméleti és alkalmazott mennyiségtan tanára, 1849-ben Veszprémben rendfőnöki tanácsos, a ház rektora és a helybeli gimnázium igazgatója, 1850-ben Nyitrán hivatal nélkül élt, 1851-52-ben Kolozsvárt a matematika tanára, a csillagvizsgáló és matematikai múzeum igazgatója, 1853-ban a hittannak és a latin nyelvnek tanára és katecheta, 1854-ben Szebenben gazdasági ügyekben tanácsadó, 1855-56-ban házi lelki atya, 1857-ben Rózsahegyen a háznak másodkormányozója s házi lelki atya volt.

## Művei
- Tentamen publicum ex algebra. Szegedini, 1845
- Adaequata ratio diametri ad peripheriam mathematice determinata 1846. Uo.
- Honoribus adm. rev., ac eximii patrix Marci Kronovszky, dum sacrum jubilare celebraret. Anno 1857. die 30. Augusti Cibinii. Leutschoviae